# Аморфні мінерали
Мінерали аморфні — мінералоїди, які не мають явно вираженої кристалічної будови. Від грецьк. «аморфос» — безформний.
Аморфних мінералів у природі мало. З самоцвітових мінералів аморфними є опал і обсидіан. Аморфні мінерали, гірські породи та інші мінерали при руйнуванні дають раковистий злам.